# Aeroporto de Londres Gatwick
O Aeroporto de Londres Gatwick é o segundo maior e mais movimentado aeroporto da Inglaterra, atrás apenas de Heathrow. Sendo o 22° aeroporto mais movimentado do mundo e o 7° em termos de passageiros internacionais, Gatwick costuma ser informalmente reputado como o mais movimentado aeroporto de pista única do mundo, embora tecnicamente possua uma segunda pista de espera, usada quando a principal não pode ser utilizada.
Gatwick está localizado em Crawley, West Sussex, 44 km ao sul da região central de Londres. Ali havia, desde 1932, um aeródromo, tendo sido usado como base de manutenção da Real Força Aérea na II Guerra Mundial, porém as atividades comerciais, como aeroporto moderno, iniciaram-se em 9 de junho de 1958, após uma extensiva remodelação de toda a área.

## Estatísticas
Ver a consulta original do Wikidata.